# 柘皋站
柘皋站前稱巢湖北站，位於中国安徽省合肥市巢湖市，是合杭高速铁路沿线的一座车站，2020年6月28日随商合杭高铁合肥至湖州段开通而投入使用，由中国铁路上海局集團管轄。

## 歷史
- 2020年6月28日啟用。

## 車站周邊
- 杨佑寺
- 吾昌村